# Vorovoro Island
Vorovoro Island är en ö i Fiji.   Den ligger i divisionen Norra divisionen, i den nordöstra delen av landet, 220 km norr om huvudstaden Suva.